# Cordia venosa
Cordia venosa là loài thực vật có hoa trong họ Mồ hôi. Loài này được Hemsl. mô tả khoa học đầu tiên năm 1890.